# 채널U미디어
채널U미디어는 '드라마를 입맞추다'의 모태로 한 전문채널이다.

## 연혁
- 2009년 8월 20일 : 히어로액션 개국
- 2019년 2월 19일 : 히어로액션에서 채널U로 변경
- 2020년 1월 1일 : 초이락컨텐츠팩토리 흡수 합병 후 CMC가족TV에서 계열 분리

## 채널번호
- KT지니TV : 112번
- LG유플러스 : 142번
- SK브로드밴드 BTV : 136번
- KT 스카이라이프(위성) : 78번

## 유럽 드라마
- 유럽 드라마 천국 유드피아
- 유럽 드라마 시리즈

## 주요 프로그램
- 젊은이의 양지
- 엄마
- 전원일기